# تثلیث مقدس
تثلیث مقدس عنوان اثری است که توسط ال گرکو، نقاش شیوه‌گرای اسپانیایی، در سال ۷۸-۱۵۷۷ کشیده شده‌است. این تابلو یکی از آثار مجموعه‌ای است که برای کلیسای سانتو دومینگو ال آنتیگو کشیده شده بود. این اثر اکنون در موزه دل پرادو  در مادرید نگهداری می‌شود.

## درباره تابلو
تاثیر میکلانژ، دورر و تادئو زوکارو در ترکیب‌بندی و مضمون این اثر، و هم چنین در رفتار و آناتومی فیگورها به چشم می‌خورد. هر چند این تأثیرپذیری در شکل‌گیری این اثر نقشی حیاتی دارد، اما اراده خلاقه گرکو، این نقاشی را تبدیل به شاهکاری بسیار شخصی شده و کمال یافته می‌کند. یکی از وجوهی که نشان دهنده نبوغ تصویری ال گرکو هستند، در این تصویر به چشم می‌خورد:احساسی از پیوستگی، امتداد یافتن فیگور به نحوی که گویی با فیگور دیگر یا با محیط اطراف یکپارچه شده‌است. این احساس، که بعدها تبدیل به یکی از عناصر ثابت زیبایی‌شناسی هنر ال گرکو شد، در این هنوز مراحل اولیه شکل گیری خود را می‌گذراند، و فقط در قسمت‌های کوچکی از سطح تصویر تأثیر می‌گذارد.
تنالیته‌ای خاکستری روی تمام سطح رنگ‌ها را پوشانیده‌است و به نظر می‌رسد که حتی تلالو و درخشندگی‌ای را که از تمام فرم‌ها ساطع می‌شود  فرو می‌نشاند. گویی در تناقض با توان و استحکام فراوان اندام‌ها، نقاش می‌خواهد ادراکی از حضور مرگ را به ما بنمایاند، مرگ جسدی که در برابر ما برایش عزاداری می‌کنند.